# Старий Бронішев
Старий Бронішев (пол. Stary Broniszew) — село в Польщі, у гміні Миканув Ченстоховського повіту Сілезького воєводства.
Населення — 717 осіб (2011).
У 1975-1998 роках село належало до Ченстоховського воєводства.

## Демографія
Демографічна структура станом на 31 березня 2011 року:
|          | Загалом | Допрацездатний вік | Працездатний вік | Постпрацездатний вік |
| -------- | ------- | ------------------ | ---------------- | -------------------- |
| Чоловіки | 359     | 71                 | 245              | 43                   |
| Жінки    | 358     | 66                 | 216              | 76                   |
| Разом    | 717     | 137                | 461              | 119                  |